# Internetterapi
Internetterapi är en behandling med hjälp av  Internet för problem som tinnitus, hörselnedsättning, depression, ångest, fobier, relationsproblem, tvångssyndrom, oro och sömnstörningar. Den genomförs ofta utifrån KBT, kognitiv beteendeterapi och kan göras oberoende av fysisk distans eftersom patient och behandlande terapeut har kontakt via Internet. Behandlingen har utvecklats i Sverige.
Med hjälp av ett strukturerat behandlingsprogram kan patienten själv, steg för steg, och i kontakt med en terapeut, kartlägga, förstå och i bästa fall lära sig hantera sina problem. En del av behandlingen kan vara rent pedagogisk. Via Internet får patienterna textfiler, kapitel i en bok om man så vill. Man kan även ha med ljudfiler och videoavsnitt. Internet i sig tillför inget till själva behandlingen, men är ett sätt att administrera den som möjliggör snabba och enkla kontakter.
I behandlingen ingår också uppgifter, exempelvis avslappningsövningar, och goda råd. Patienten har regelbunden kontakt med en terapeut via ett säkert kontakthanteringsystem (liknande e-post). Frågor från patienterna besvaras snabbt, rapporter om utförda uppgifter kommenteras. Relationen till en terapeut är viktig, även om man inte träffas personligen.
En av pionjärerna i att utveckla internetbaserade behandlingar är Gerhard Andersson, professor i klinisk psykologi, Linköpings universitet som leder en forskargrupp kring Internetbehandling. Samarbeten med flera universitet i Sverige och i världen finns, bland annat professor Per Carlbring vid Stockholms universitet. 
Internetbaserad behandling  ska ses som ett komplement och ett alternativ, inte som en ersättning. Enligt Statens beredning för medicinsk utvärdering (SBU) är det nämligen inte klarlagt om psykologisk behandling förmedlad via internet är likvärdig med motsvarande terapeutledd behandling. En meta-analys från 2018 visar dock att internetterapi gett likvärdiga resultat som traditionell terapi i flertalet studier. Internetbehandling erbjuds i Sverige vid enheten för Internetpsykiatri samt som försöksverksamhet vid universitet och landsting.